# نسیم‌باغ
نسیم باغ یکی از باغ‌های گورکانی است که در سمت شمال غربی دریاچه دال و نزدیک به شهر سرینگر در جامو و کشمیر، هند ساخته شده است.
این باغ یکی از قدیمی‌ترین باغ‌های گورکانی کشمیر است که توسط امپراتور گورکانی اکبر کبیر در سال ۱۵۸۶ میلادی ساخته شد. بیش از ۱۲۰۰ چنار خاوری در سال ۱۶۸۶ توسط شاه جهان در این باغ کاشته شدند. این باغ به‌عنوان پارک میراث چنار توسط دانشگاه کشمیر توسعه یافته است. در‌حال حاضر، این پارک حدود ۷۰۰ درخت چنار را در خود جای داده است. این باغ عمدتاً در پاییز، از سپتامبر تا دسامبر، مورد بازدید قرار می‌گیرد.